# Philonotis vescoana
Philonotis vescoana là một loài rêu trong họ Bartramiaceae. Loài này được Besch. Paris mô tả khoa học đầu tiên năm 1897.